# 3274 Maillen
A 3274 Maillen (ideiglenes jelöléssel 1981 QO2) a Naprendszer kisbolygóövében található aszteroida. Henri Debehogne fedezte fel 1981. augusztus 23-án.